# Sturmgeschütz-Brigade 303
De Sturmgeschütz-Abteilung 303 / Sturmgeschütz-Brigade 303 / Heeres-Sturmgeschütz-Brigade / Heeres-Sturmartillerie-Brigade 303 was tijdens de Tweede Wereldoorlog een Duitse Sturmgeschütz-eenheid van de Wehrmacht ter grootte van een afdeling, uitgerust met gemechaniseerd geschut. Deze eenheid was een zogenaamde Heerestruppe, d.w.z. niet direct toegewezen aan een divisie, maar ressorterend onder een hoger commando, zoals een legerkorps of leger.
Deze Sturmgeschütz-eenheid kwam in actie aan het oostfront gedurende zijn hele bestaan. Eerst in de noordelijke sector, daarna tijdelijk in Finland en daarna in Hongarije en Oostenrijk eindigend.

## Krijgsgeschiedenis

### Sturmgeschütz-Abteilung 303

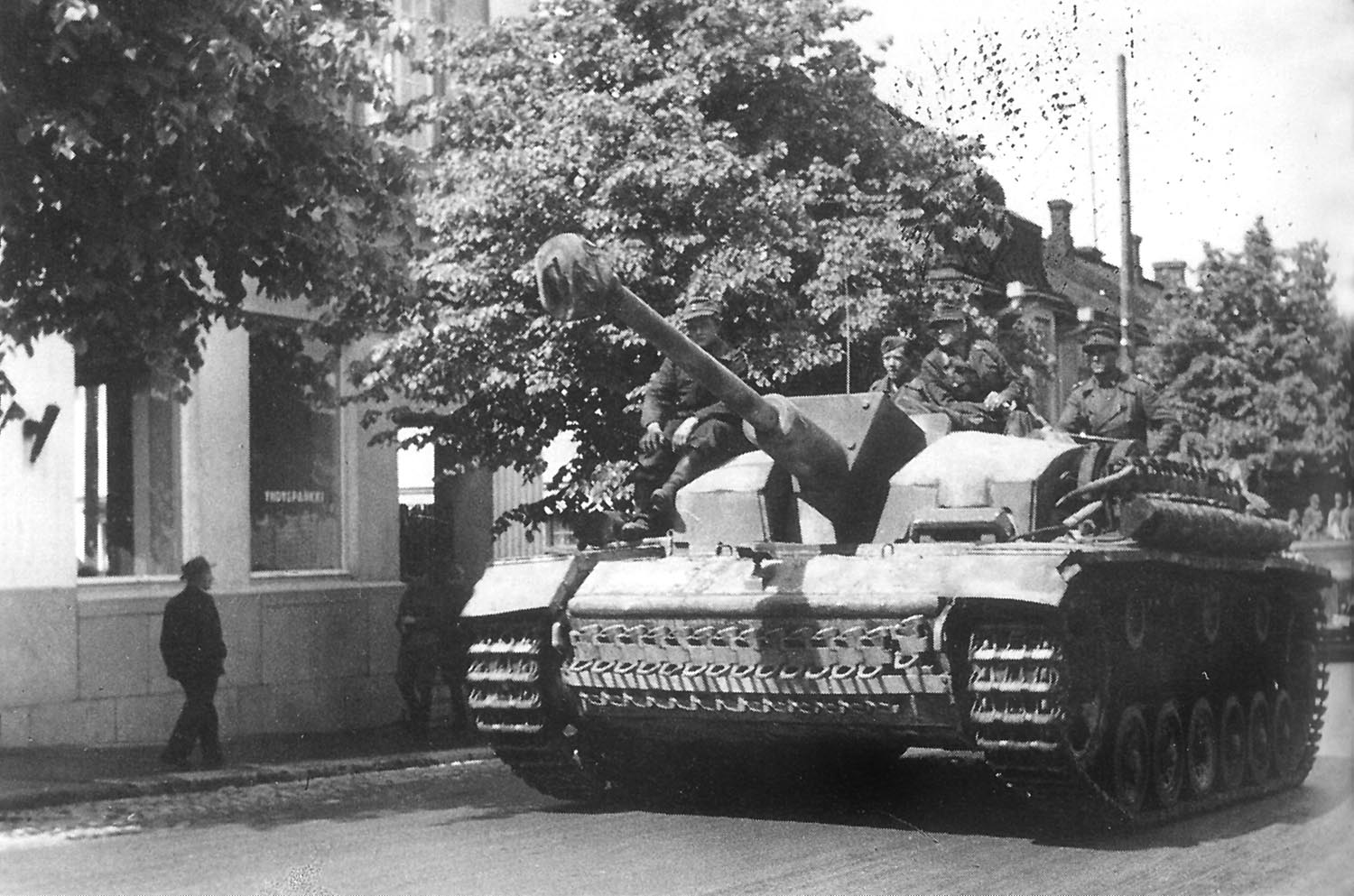
StuG III van de brigade in Lappeenranta in Finland

Sturmgeschütz-Abteilung 303 werd opgericht in Neiße op 24 oktober 1943, o.a. uit de net uit Finland teruggekeerde Sturmgeschütz-Batterie 742. Vervolgens werd de Abteilung verplaatst naar Tours, onder “Aufstellungsstab West” voor verdere training en verkrijgen van uitrusting. In januari 1944 werd de Abteilung verplaatst naar het oostfront, naar Heeresgruppe Nord.
Op 14 februari 1944 werd de Abteilung omgedoopt in Sturmgeschütz-Brigade 303.

### Sturmgeschütz-Brigade 303
De omdoping in Sturmgeschütz-Brigade betekende echter geen organisatorische verandering, de samenstelling bleef gelijk. De brigade kwam eigenlijk meteen in de terugtocht van Heeresgruppe Nord terecht en deze terugtocht voerde de brigade terug naar het gebied ten zuiden van het Peipusmeer, rond Ostrov. Begin juni 1944 werd de brigade vervolgens naar Armee-Abteilung Narwa getransporteerd.
Op 10 juni 1944 werd de brigade omgedoopt in Heeres-Sturmgeschütz-Brigade 303.

### Heeres-Sturmgeschütz-Brigade 303
Vanaf hier werd de brigade, samen met de 122e Infanteriedivisie, ter ondersteuning van de Finnen naar Finland overgebracht. De brigade kwam vanaf 22 juni aan in Finland, maar verloor in de haven van Helsinki al enkele StuG’s, omdat het transportschip Marsk Stig kapseisde in de haven tijdens het lossen. De brigade vocht daarna mee in de slag bij Talin-Ihantala eind juni/begin juli 1944, waarbij een Sovjet opmars vlak bij Vyborg gestuit werd. Tegen 8 september vertrok de brigade weer uit Finland en werd daarop bij het 3e Pantserleger ingedeeld bij Panzerverband von Lauchert. In november 1944 werd de brigade dan naar Heeresgruppe Süd in Hongarije gestuurd.
Na toevoeging van een Begleit-Grenadier-Batterie werd de brigade op 23 november 1944 omgedoopt in Heeres-Sturmartillerie-Brigade 303.

### Heeres-Sturmartillerie-Brigade 303
De brigade werd toegevoegd aan het 6e Leger. In januari 1945 nam de brigade, toegevoegd aan de 5. SS-Panzer-Division Wiking, deel aan Operatie Konrad III, en kwam tot op 18 kilometer van het belegerde Boedapest. In maart nam de brigade deel aan Operatie Frühlingserwachen als onderdeel van Armeegruppe Balck. Daarna volgde een terugtocht Oostenrijk in. In medio april was de brigade deel van het 3e Pantserkorps rond het Semmering-massief.

### Einde
De Heeres-Sturmartillerie-Brigade 303 capituleerde op 8 mei 1945 in centraal Oostenrijk.

## Samenstelling
- Staf
- 1e Batterij
- 2e Batterij
- 3e Batterij
- Begleit-Grenadier-Batterie, ofwel een compagnie begeleidingssoldaten, vanaf 23 november 1944

## Commandanten
| Rang      | Naam                     | Begin           | Eind      |
| --------- | ------------------------ | --------------- | --------- |
| Hauptmann | Hans-Wilhelm Cardeneo    | 24 oktober 1943 | juli 1944 |
| Hauptmann | Fritz Scherer            | juli 1944       |           |
| Hauptmann | Karl Morgener            | september 1944  |           |
| Major     | Günther Kokott           | september 1944  |           |
| Hauptmann | Friedrich Hans Listhuber | 15 april 1945   |           |